# Marta Andreasenová
Marta Andreasenová, nepřechýleně Marta Andreasen (* 26. listopadu 1954, Buenos Aires, Argentina) je španělská účetní, která byla v lednu 2002 zaměstnána Evropskou komisí jako hlavní účetní. V roce 2009 byla zvolena poslankyní Evropského parlamentu za United Kingdom Independence Party (UKIP).

## Profesionální kariéra
Andreasenová byla v roce 1977 kvalifikována jako autorizovaný účetní v Buenos Aires. Poté pracovala pět let jako auditorka v Price Waterhouse.
Od roku 1982 pracovala jako finanční a administrativní manažerka a poté jako regionální finanční ředitelka v různých společnostech převážně ve Španělsku jako například Rockwell Automation nebo Lotus Development

## OECD
V roce 1998 se připojila k Organizaci pro hospodářskou spolupráci a rozvoj (OECD), kde zjistila vážné problémy v jejich účetním systému, které zvýšily její zájem o management a navrhované možnosti reformy. Po počátečních překážkách vypsal Arthur Andersen vnější analýzu. V roce 2000 jejich zpráva popisuje interní účetní systém OECD jako zastaralý a nevhodný.

## Politická kariéra
V roce 2007 oznámila Andersen, že se stane novou pokladní United Kingdom Independence Party (UKIP), jejíž programu zahrnuje i vystoupení Spojeného království z Evropské unie. V září 2009 resignovala na tento post, ačkoliv pokračuje v působení poslankyně Evropského parlamentu za UKIP.
Andreasenová byla zvolena europoslankyní pro oblast jihovýchodní Anglie ve volbách do Evropského parlamentu 2009. Okamžitě se stala členkou Rozpočtového výboru a Výboru pro rozpočtovou kontrolu, ačkoliv skupina Evropské lidové strany (EPP) zablokovala její snahu stát se místopředsedkyní.

## Osobní
Andreasenová je vdaná za ekonoma Octavia Otana. Mají dvě děti a žijí v Barceloně.